# Amerikai ortodox egyház
Amerikai ortodox egyház, Ortodox egyház Amerikában (angolul: Orthodox Church in America) egy keleti ortodox egyház, amely Észak-Amerikában található; részben autocephalousnak tekintik, és több mint 700 plébániatemplomból, misszióból, közösségből, kolostorból és intézményből áll az Egyesült Államokban, Kanadában és Mexikóban. 2011-ben becslések szerint 84 900 tagja volt az Egyesült Államokban.
Az orosz ortodox egyháztól 1970-ben kapott autokefál státuszát több ortodox egyház, köztük a konstantinápolyi egyház, nem ismeri el.